# Lac Brenet
Lac Brenet är en sjö i Schweiz. Den ligger i den västra delen av landet, 90 km väster om huvudstaden Bern. Lac Brenet ligger 1 000 meter över havet. Arean är 0,96 kvadratkilometer. Den ligger vid sjön Lac de Joux. Den sträcker sig 1,5 kilometer i nord-sydlig riktning, och 1,0 kilometer i öst-västlig riktning.
I omgivningarna runt Lac Brenet växer i huvudsak blandskog. Runt Lac Brenet är det ganska glesbefolkat, med 31 invånare per kvadratkilometer.